# Infantería ciclista
El término infantería ciclista hace referencia a unidades militares, generalmente de tamaño menor a la división, que operan con bicicletas. El concepto data de finales de siglo XIX cuando en Estados Unidos, Europa y Australia se popularizó el modelo denominado máquina segura (semejante a las bicicletas de paseo contemporáneas). Aunque el uso de la bicicleta ha ido menguando con el paso de los años en los ejércitos modernos, sigue siendo utilizada por unidades no convencionales y milicias.

## Historia

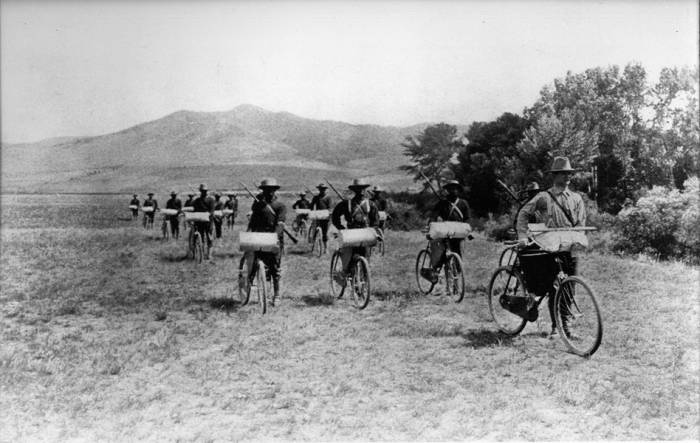
Cuerpo ciclista estadounidense en Fort Missoula. 1897.

### Orígenes
Antes de 1894, fecha en la que se desarrollaron importantes mejoras tecnológicas como la resistencia neumática, se habían realizado numerosos experimentos para determinar el papel que podían jugar las bicicletas y el ciclismo en unidades militares. Hasta cierto punto, los ciclistas pasaron a desempeñar funciones propias de los dragones (unidades montadas), especialmente las de mensajeros y exploradores, sustituyendo progresivamente al caballo en la guerra. Las unidades o destacamentos ciclistas comenzaron a crearse a finales del siglo XIX en todos los ejércitos europeos y en el estadounidense.
El Reino Unido implantó el uso de la bicicleta en la milicia y en el Territorial Army (cuerpo de reserva constituido por voluntarios), pero no así en unidades regulares. En Francia se crearon varias unidades experimentales que comenzaron a operar en 1886. Desde sus inicios se hicieron intentos por adoptar modelos plegables. En los Estados Unidos, gran parte de la experimentación de este nuevo medio de transporte corrió a cargo del teniente primero Moss, del 25º Regimiento de Infantería (compuesta por negros excepto los mandos). Usando varios modelos de bicicletas, el teniente Moss y sus hombres llevaron a cabo largos recorridos en bicicleta entre los 800 y 1600 km. A finales de siglo XIX, el ejército estadounidense probó la idoneidad del uso de la bicicleta como transporte personal dentro del país. Los Soldados Búfalo, con base en Montana, utilizaron la bicicleta en parajes desprovistos de caminos u otras vías de comunicación para desplazarse cientos de kilómetros en plazos de tiempo relativamente cortos.
El primer uso documentado de la bicicleta en combate ocurrió durante la Incursión de Jameson (1895-96) en la cual ciclistas portaron mensajes. En la Segunda Guerra de los Bóer, los ciclistas militares se emplearon principalmente como exploradores y mensajeros. A una unidad le fue encomendada la misión de patrullar una línea férrea utilizando unos tándem especiales que se fijaban a los raíles. Varias incursiones se realizaron de este modo; siendo la unidad más famosa la Theron se Verkenningskorps (Cuerpos de Reconocimiento Theron) o TVK, un cuerpo Bóer liderado por Daniel Theron, quien fue descrito por el comandante británico Lord Roberts como "la espina más dura en la carne del avance británico". Roberts fijó una recompensa de 1000£ para quien atrapara a Theron vivo o muerto y envió a 4.000 hombres a eliminar al TVK.

### Guerras Mundiales

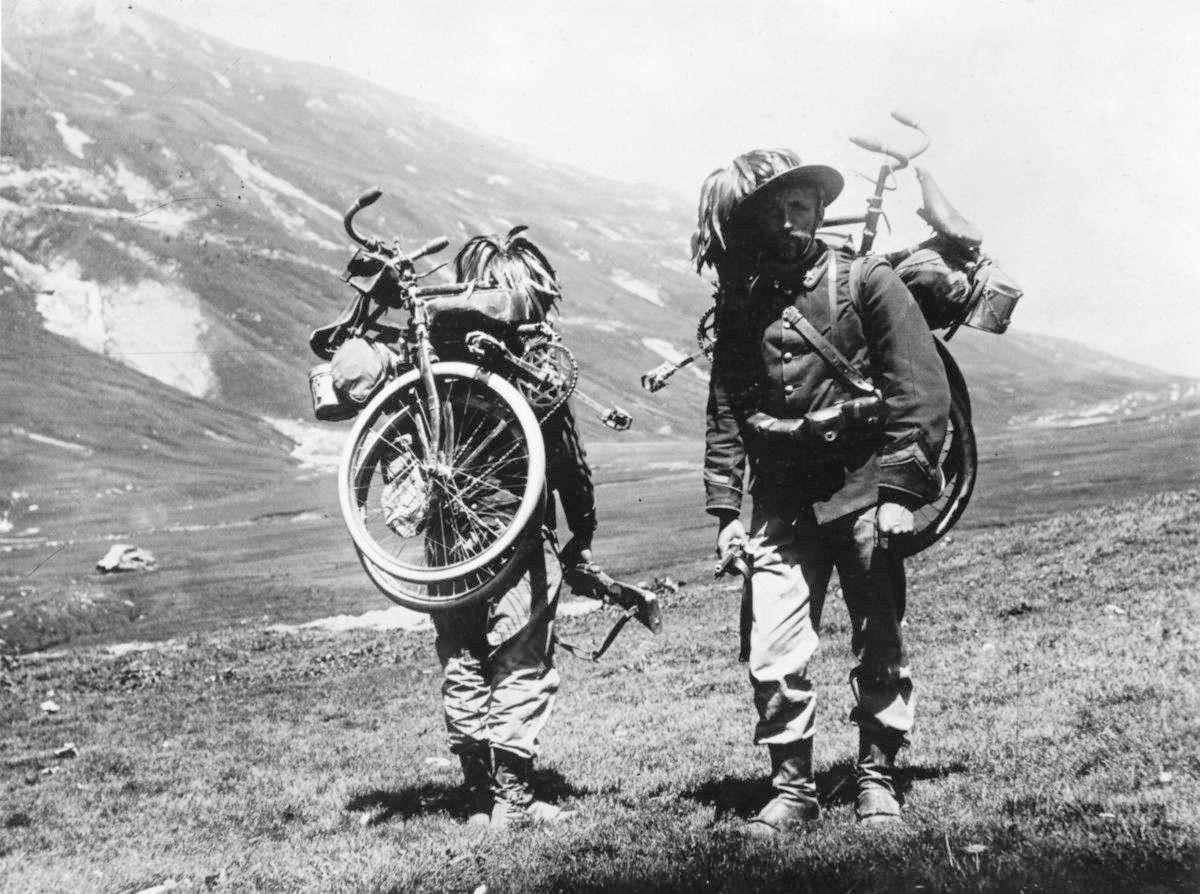
Bersaglieri italianos en 1917 durante la Gran Guerra. Portan a la espalda bicicletas plegables, tipo que facilita su movilidad por terrenos demasiado complicados como para ir montados.

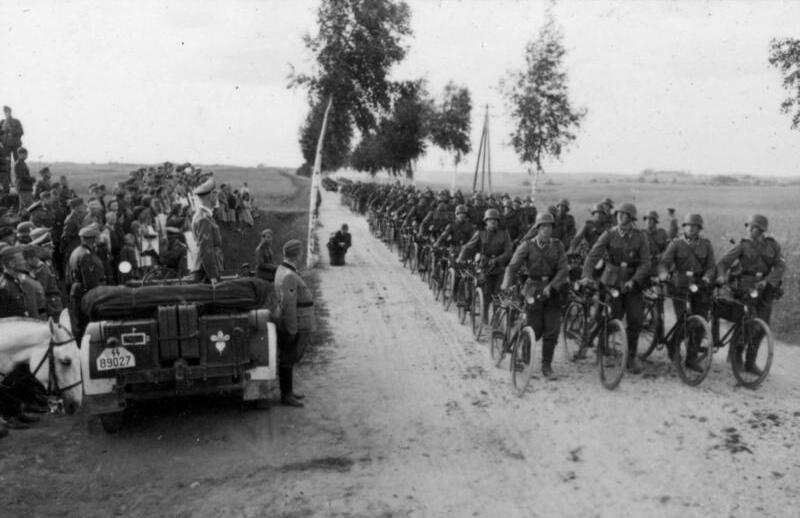
El componente ciclista de la SS-Kavallerie-Division desfila ante Himmler. 1941.

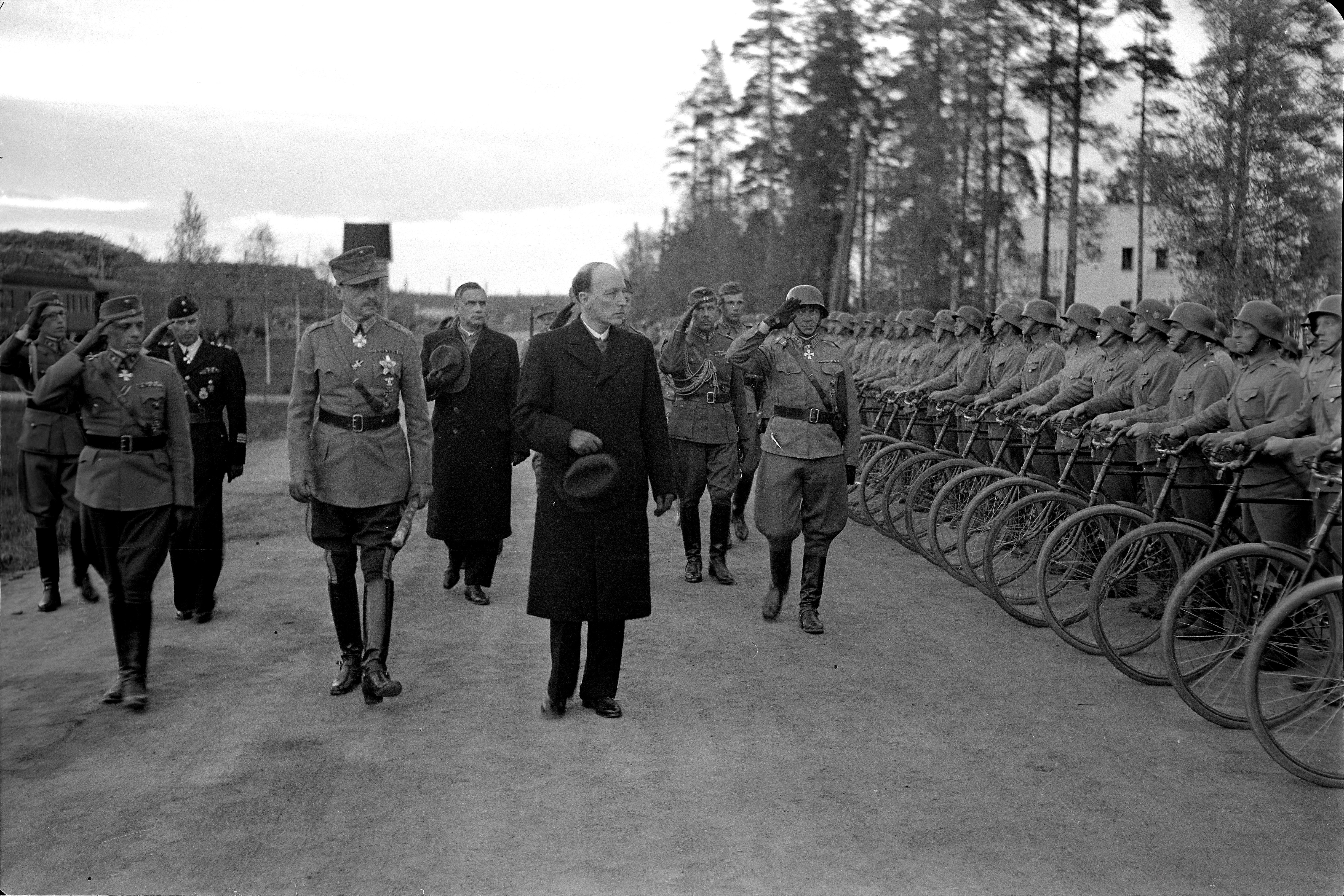
Carl Gustaf Emil Mannerheim y Risto Ryti pasando revista a una unidad ciclista en junio de 1944.

Durante la I Guerra Mundial todas las naciones beligerantes hicieron un uso extendido de la infantería ciclista, exploradores, mensajeros y transporte de heridos. Italia utilizó bicicletas en los cuerpos Bersaglieri (infantería ligera) hasta el final de la guerra. En Alemania al comienzo de la guerra, cada uno de los batallones de infantería Jäger tenía una compañía ciclista (denominada Radfahr-Kompanie), incrementándose la cifra a lo largo de la contienda hasta alcanzar las 80 compañías y agrupadas en ocho Radfahr-Bataillonen (batallones ciclistas).
En la invasión de China de 1937, Japón utilizó más de 50.000 soldados ciclistas. A comienzos de la Segunda Guerra Mundial, la campaña japonesa de 1941 a través de Malasia para capturar Singapur dependió en gran medida de las unidades ciclistas. En ambas operaciones, las bicicletas permitieron un transporte cómodo y flexible de miles de soldados que sorprendieron y confundieron a los defensores. El uso de la bicicleta también alivió el factor logístico de la industria de guerra japonesa, al no precisar de camiones, barcos o petróleo para su funcionamiento y despliegue. Mediante su empleo, las tropas japonesas fueron capaces de moverse más rápido que los enemigos en retirada, en ocasiones frustrando su repliegue. La velocidad de su avance también permitió ataques por la retaguardia a las defensas enemigas.
El ejército finés utilizó ampliamente bicicletas durante la Guerra de Continuación y la Guerra de Laponia. Se empleaban como medio de transporte en los batallones Jaeger, destacamentos ligeros y regimientos orgánicos. Unidades ciclistas encabezaron la ofensiva de 1941 contra la Unión Soviética. Particularmente exitosa fue la 1ª Brigada Jaeger que fue reforzada con un batallón acorazado y otro antitanque, proporcionando un movimiento rápido en una zona con una limitada red de carreteras. En invierno, al igual que el resto de unidades, pasaron a utilizar esquís.
Entre 1942 y 1944 las bicicletas pasaron a formar parte también del equipamiento a nivel de regimiento. Durante las batallas contra la Unión Soviética en verano de 1944, el uso de unidades ciclistas permitió una alta movilidad para fuerzas de reservas y contraataques. En otoño de ese mismo año, las tropas ciclistas de la brigada Jaeger estuvieron en la vanguardia del avance finlandés a través de Laponia contra fuerzas alemanas; al tiempo que las unidades blindadas se retrasaban debido a la destrucción de la red de carreteras.
Del lado nazi, en las divisiones de Volksgrenadier, se organizó apresuradamente un batallón de infantería ciclista para disponer de una reserva móvil.
El bando aliado hizo un uso más limitado de la bicicleta, pero se utilizaron bicicletas plegables para unidades paracaidistas y mensajeros detrás de las líneas enemigas. 
En 1939, el ejército de Suecia operaba seis batallones de infantería ciclista. Estaban equipados con bicicletas de fabricación nacional. La más común era la m/42, de una sola velocidad, y producida por un varios fabricantes de bicicletas del país. Estos regimientos fueron desmantelados entre 1948 y 1952, quedando las bicicletas para uso general dentro del Ejército o transferidas a la Guardia Nacional. A comienzos de 1970 se pusieron a la venta como excedente militar. Se hicieron muy populares, especialmente entre los estudiantes, debido a su bajo precio y necesidad de mantenimiento. Como respuesta a la gran demanda que suscitó y al número limitado de unidades, la empresa Kronan, no vinculada a su producción original, empezó a producir en 1997 una versión mejorada de la m/42.

### Guerra fría
Aunque fueron ampliamente utilizadas en la Gran Guerra, las bicicletas fueron progresivamente sustituidas por transportes motorizados en los ejércitos modernos. Sin embargo, en épocas posteriores renacieron como "armas del pueblo" en conflictos de guerrilla y guerras no convencionales, escenarios en donde la bicicleta puede llevar en torno a 180 kg de suministros a una velocidad semejante a la de un caminante, siendo muy útiles para fuerzas irregulares poco equipadas. Durante muchos años el Vietcong y el Ejército de Vietnam del Norte usaron bicicletas para transportar enseres a lo largo de la Ruta Ho Chi Minh, evadiendo además los bombardeos de las fuerzas aéreas estadounidenses y aliadas. Cuando las bicicletas iban muy cargadas de suministros, como por ejemplo sacos de arroz, rara vez el ciclista montaba en ellas, sino que iba empujándolas a pie. Con cargas excesivamente voluminosas se les añadían palos de bambú para mejorar el manejo (técnica todavía utilizada en algunos lugares del Sureste Asiático). Las "bicicletas de carga" vietnamitas eran mejoradas en talleres situados en la selva en donde se les añadía una estructura capaz de transportar cargas pesadas.

### Uso reciente

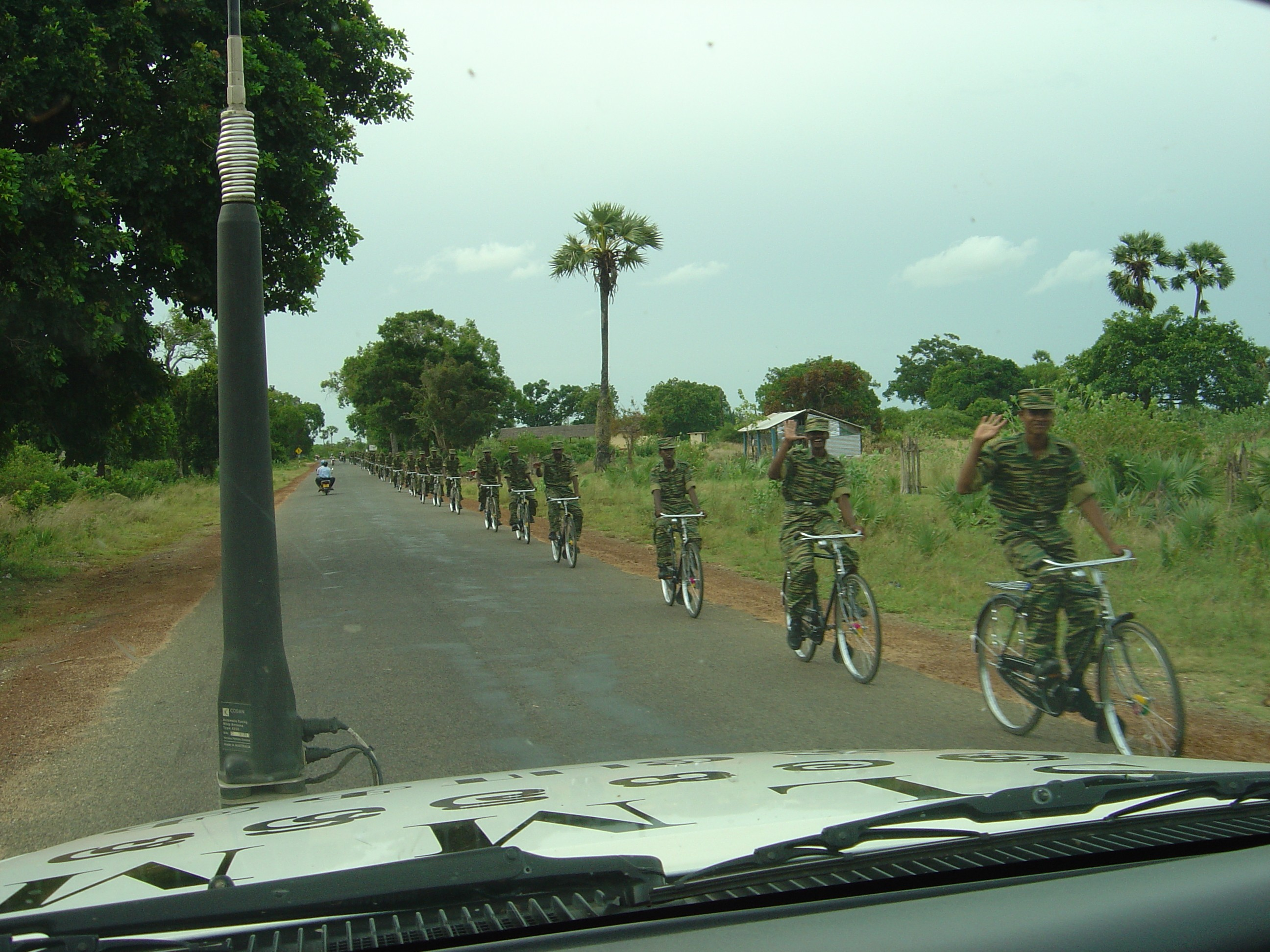
Pelotón ciclista de los LTTE al norte de Kilinochi. 2004.

Las bicicletas continúan siendo usadas por los ejércitos contemporáneos, principalmente como una alternativa al transporte personal. Dicho uso como medio de transporte de infantería en pleno siglo XXI siguió patente en el Regimiento Ciclista del Ejército de Suiza hasta 2001, fecha en la que se decidió su eliminación.
Los Tigres de Liberación del Eelam Tamil hicieron uso de la movilidad proporcionada por las bicicletas durante sus combates en la Guerra Civil de Sri Lanka. De igual modo el ejército cingalés también utilizó unidades ciclistas. Por lo general estas últimas operaban en la capital, Colombo.